# Кертиця
Кертиця (Tachyoryctes) — рід гризунів в родині сліпакових (Spalacidae). Види роду живуть на сході Африки, серед них багато ендеміків.
Кертиця — типовий піж підродини кертицевих, Tachyoryctinae. Українська назва «кертиця» для роду запропонована 2009 року дослідниками гризунів-землериїв.

## Види
- Tachyoryctes ankoliae
- Tachyoryctes annectens
- Tachyoryctes audax
- Tachyoryctes daemon
- Tachyoryctes ibeanus
- Tachyoryctes macrocephalus
- Tachyoryctes naivashae
- Tachyoryctes rex
- Tachyoryctes ruandae
- Tachyoryctes ruddi
- Tachyoryctes spalacinus
- Tachyoryctes splendens
- Tachyoryctes storeyi